# Godfrey Kiprotich
Godfrey Chirchir Kiprotich (23 novembre 1964) è un ex maratoneta keniota.

## Biografia
Nel 1994 è arrivato quarto ai Mondiali di mezza maratona, vincendo, nello stesso evento, la medaglia d'oro a squadre.
Negli ultimi anni di carriera ha corso principalmente come lepre in maratone internazionali, portando anche a termine la gara in una circostanza (alla Maratona di Rotterdam nel 1999).

## Palmarès
| Anno | Manifestazione             | Sede | Evento      | Risultato | Prestazione | Note |
| ---- | -------------------------- | ---- | ----------- | --------- | ----------- | ---- |
| 1994 | Mondiali di mezza maratona | Oslo | Individuale | 4º        | 1h01'01"    |      |
| 1994 | Mondiali di mezza maratona | Oslo | A squadre   | Oro       | 3h03'36"    |      |

## Altre competizioni internazionali
1991
- 6º alla Le Lion Half Marathon ( Montbéliard) - 1h05'23"
- Oro alla Alençon-Médavy ( Médavy), 16 km - 49'28"
- 9º alla St Patrick's Road Race ( Copenaghen), 28'55"

1992
- Oro alla Mezza maratona di Parkersburg ( Parkersburg) - 1h02'34"
- 7º alla Crim Road Race ( Flint), 10 miglia - 47'15"
- Argento alla Cascade Run Off ( Portland), 15 km - 42'48"
- Bronzo alla Utica Boilermaker ( Utica), 15 km - 43'40"
- Argento alla Peachtree Road Race ( Atlanta) - 28'13"
- 5º alla Asbury Park Classic ( Asbury Park) - 28'50"

1993
- Bronzo all'Humarathon ( Vitry-sur-Seine) - 1h02'15"
- Oro alla Mezza maratona di Hastings ( Hastings) - 1h03'02"
- Oro alla Mezza maratona di Orlando ( Orlando) - 1h03'16"
- 4º alla Cascade Run Off ( Portland), 15 km - 43'20"
- 6º alla Utica Boilermaker ( Utica), 15 km - 44'43"
- 7º alla Peachtree Road Race ( Atlanta) - 28'38"

1994
- Oro alla Mezza maratona di Parkersburg ( Parkersburg) - 1h03'10"
- Bronzo alla Tulsa Run ( Tulsa), 15 km - 42'58"
- 12º alla Gasparilla Distance Classic ( Tampa), 15 km - 43'20"
- Argento all'Arturo Barrios Invitational ( Chula Vista) - 28'04"
- Bronzo alla Cobb Classic ( Marietta) - 28'56"

1995
- 4º all'Humarathon ( Vitry-sur-Seine) - 1h01'17"
- Oro alla Mezza maratona di Parkersburg ( Parkersburg) - 1h03'38"
- Bronzo alla 15 km della Conseil General de Seine St Denis ( La Courneuve) - 43'20"
- 5º alla Utica Boilermaker ( Utica), 15 km - 44'05"
- Argento alla 98Q City Center ( Danbury) - 28'52"
- Argento alla US 10K Classic ( Atlanta) - 29'39"
- 29º alla Boulder 10 km ( Boulder) - 30'19"

1996
- 4º alla Crim Road Race ( Flint), 10 miglia - 45'55"
- 4º alla Tulsa Run ( Tulsa), 15 km - 43'23"
- 9º alla Utica Boilermaker ( Utica), 15 km - 43'54"
- 13º alla Peachtree Road Race ( Atlanta) - 28'22"
- Argento alla US 10K Classic ( Atlanta) - 29'22"
- Bronzo alla Harvard Pilgrim ( Providence), 5 km - 13'51"

1997
- Oro alla Mezza maratona di Fairfield ( Fairfield) - 1h03'55"
- 7º alla Mezza maratona di Nairobi ( Nairobi) - 1h05'10"
- Oro alla Newark Distance Classic ( Newark), 20 km - 1h00'43"
- Argento alla Tulsa Run ( Tulsa), 15 km - 43'19"
- 4º alla Utica Boilermaker ( Utica), 15 km - 43'41"
- Oro alla Litchfield Hills Road Race ( Litchfield), 11,27 km - 33'20"
- Bronzo alla Peachtree Road Race ( Atlanta) - 28'12"
- 4º all'Azalea Trail Run ( Mobile) - 28'23"
- Bronzo alla Express-News Festival ( San Antonio) - 28'47"
- Argento alla Bellin Run ( Green Bay) - 28'50"

1998
- Argento alla Mezza maratona di Sydney ( Sydney) - 1h02'04"
- Bronzo alla Mezza maratona di Toronto ( Toronto) - 1h03'14"
- 4º alla Tulsa Run ( Tulsa), 15 km - 43'31"
- 5º alla 15 km di Port Elizabeth ( Port Elizabeth) - 43'48"
- Bronzo alla Peachtree Road Race ( Atlanta) - 28'00"
- Argento alla San Antonio Express-News Alamo ( San Antonio) - 28'29"
- Argento alla Bellin Run ( Green Bay) - 28'37"
- Bronzo alla US 10K Classic ( Atlanta) - 29'37"
- 10º alla Harvard Pilgrim ( Providence), 5 km - 13'46"
- Oro alla Marcus O'Sullivan Challenge ( New York), 5 km - 14'17"

1999
- 38º alla Maratona di Rotterdam ( Rotterdam) - 2h23'58"
- Oro alla Mezza maratona di Toronto ( Toronto) - 1h02'56"
- Argento alla Mezza maratona di Sydney ( Sydney) - 1h03'25"
- 4º alla Paderborn Internationaler Osterlauf ( Paderborn) - 1h03'47"
- Oro alla Marcus O'Sullivan Challenge ( New York), 5 km - 14'19"

2000
- Argento alla Sun-Herald City to Surf ( Sydney), 14 km - 40'47"
- Oro alla Litchfield Hills Road Race ( Litchfield), 11,27 km - 34'21"
- 6º alla US 10K Classic ( Atlanta) - 30'53"

2002
- 9º alla Mezza maratona di Philadelphia ( Filadelfia) - 1h06'45"
- 6º alla US 10K Classic ( Atlanta) - 30'52"

2003
- 5º alla Mezza maratona di Salisburgo ( Salisburgo) - 1h07'32"